# دیوید تنانت کوان
دیوید تنانت کوان (انگلیسی: David Tennant Cowan؛ ۹ اکتبر ۱۸۹۶ – ۱۵ آوریل ۱۹۸۳) فرد نظامی اهل بریتانیا بود. وی همچنین برندهٔ جوایزی همچون صلیب نظامی شده‌است.